# Christer Zetterberg
Sten Christer Zetterberg, (Södertälje, 2 de noviembre de 1941– Estocolmo, 5 de abril de 2012) fue un industrial y dirigente empresarial sueco. Estaba formado en economía civil y era oficial de reserva (capitán) en la marina.
Christer Zetterberg fue director ejecutivo de Holmens Bruk (1983-1988) y de PKbanken (1988-1990). En 1990 fue nombrado director ejecutivo y presidente del grupo Volvo, rompiendo así el papel que Pehr G. Gyllenhammar había desempeñado desde 1983 como presidente y CEO.
Después de 1992, ocupó cargos en el consejo de varias empresas, incluyendo Micronic, Mekonomen y LE (Lundbergföretagen). También fue presidente del consejo durante muchos años en Carnegie Investment Bank.
Christer Zetterberg fue presidente del Kungliga Automobilklubben de 2004 a 2011 y miembro de la Academia Real de Ingenieros desde 1988. Fue elegido como miembro correspondiente en el Real Colegio de Oficiales de la Marina en 1991.
Formaba parte del círculo cercano al financiero y dirigente empresarial Björn Wahlström, cuyos protegidos influyeron significativamente en el sector empresarial sueco desde la década de 1960 en adelante. Este grupo era conocido como la "pandilla de Björn".
Zetterberg murió a los 70 años de edad el 5 de abril de 2012 después de una enfermedad.